# Nemipterus bipunctatus
Nemipterus bipunctatus är en fiskart som först beskrevs av Valenciennes, 1830.  Nemipterus bipunctatus ingår i släktet Nemipterus och familjen Nemipteridae. Inga underarter finns listade i Catalogue of Life.